# Alga (nave mercantile)
L’Alga (già Tours, già Janine, già André Montreuil, già D'Enambuc, già Pessedes, già Antonios Port) fu un piroscafo da carico italiano (ed in precedenza francese e greco) affondato durante la seconda guerra mondiale dal sommergibile britannico HMS Unbending.

## Storia
Fu costruita negli Stati Uniti d'America presso il cantiere navale Toledo Shipbuilding Co. di Toledo, Ohio, nel corso del 1917, in piena prima guerra mondiale, con il nome di Tours (numero di costruzione 138) insieme al gemello Limoges, per la Compagnie Francaise des Chemins de Fer Paris-Orleans (Société Maritime Auxiliarie de Transports, Mgrs.) di Nantes. L'unità venne consegnata nel luglio 1917. Si trattava di una nave mercantile lunga 79,48 m, larga 13,26 e con un pescaggio di 5,69 m a pieno carico. La stazza originale era pari a 1.984 tonnellate, e lo scafo era realizzato in acciaio ed aveva forme convenzionali: dritto di prora verticale e poppa a specchio, con un cospicuo cassero centrale su cui vi era il ponte di comando e l'unico fumaiolo. Gli alberi erano quattro, di cui uno doppio, muniti di numerosi bighi di carico in grado di sollevare o abbassare i carichi nelle quattro stive presenti. L'apparato motore era costituito da una motrice a vapore a triplice espansione azionante una singola elica. La caldaia era alimentata a carbone, e la velocità massima era pari a 10 nodi.
Nel 1919 venne acquistata dalla compagnia marittima francese Société Auxiliaire d'Importations et de Transports di Rouen che la ribattezzò Janine, nome mutato nel 1923 in André Montreuil con la vendita all’armatore J. F. J. Montreuil di Rouen, nel 1925 in D'Enambuc quando passò alla Compagnie de Transports Maritimes & Fluviaux (Heuzey & Chastellain) di Rouen, e nel 1934 in Pessedes con la cessione all’armatore greco Dimitris N. Valsamakis del Pireo. Nel 1936 la nave fu venduta ad un altro armatore greco,  J. N. Vlassopoulos del Pireo, e ribattezzata Antonios Port.  Nel 1937 l'Alga fu venduto all'armatore italiano Achille Lauro di Napoli. La nave mercantile, nominativo radio IJZL, fu iscritta presso il Compartimento Marittimo di Napoli con il numero 472.
Quando il 10 giugno 1940 il Regno d'Italia entrò nella seconda guerra mondiale, a bordo dell'Alga furono confiscate 1.794 pelli bovine secche (per totali 20.930 kg) spedite dalla Lanex Soc. de Resp. Ltd. di Buenos Aires al cittadino jugoslavo Markus Deutch-Pancevo. Il 16 settembre 1940 l'Alga effettuò un viaggio da Valona a Bari, scortata dalla torpediniera Monzambano.
La nave Alga fu requisita dalla Regia Marina il 3 settembre 1942, pur non venendo iscritta nel ruolo del naviglio ausiliario dello Stato. L'equipaggio era costituito da personale della marina mercantile militarizzato, integrato da personale del Regio Esercito assegnato all'azionamento delle armi difensive e contraeree con la presenza di qualche elemento appartenente alla Regia Marina. A causa dell'usura dell'apparato motore, all'epoca la velocità massima raggiungibile era pari a 6,5-7 nodi.
La sera del 7 ottobre 1942 l'Alga salpò dal porto di Palermo per raggiungere Tripoli, in Africa Settentrionale Italiana, con a bordo un carico di benzina in fusti, carri armati L3/35 e M14/41, siluri da 450 mm, motori d'aereo imballati Alfa Romeo per i bombardieri Savoia-Marchetti S.79 Sparviero e Daimler-Benz DB 601 per i caccia Aermacchi C.202 Folgore, e casse di munizioni. Nonostante l'importante carico a bordo la nave non ebbe alcuna scorta diretta sul percorso Trapani-Capo Bon-secche di Kerchennah-isola di Djerba-Tripoli, una rotta che transitava il più possibile lontano dall'isola di Malta al fine di sfuggire agli attacchi degli aerosiluranti e dei cacciabombardieri britannici. Questa rotta comportava uno sconfinamento nelle acque territoriali della Tunisia, allora sotto controllo della Francia di Vichy, prestando la massima attenzione ai campi minati e alle mine alla deriva la cui presenza era stata segnalata in quell'area.
La navigazione del piroscafo proseguì, nonostante l'avvistamento di alcuni lontani aerei nelle ore diurne, a alcuni relitti galleggianti, sino alla sera del 9 settembre quando la nave, avvolta dall'oscurità, si trovava a circa 12 miglia per 005° da Ras Turgoenness, sull'isola di Gerba, in rotta finale verso Tripoli. Alle 23:00 la nave fu colpita da uno dei due siluri lanciati dal sommergibile britannico Unbending, al comando del tenente di vascello Edward Talbot Stanley, e si arresto quasi immediatamente. Nella grossa falla apertasi sullo scafo iniziò a penetrare una grande quantità d'acqua e il piroscafo iniziò ad appruarsi e a sbandare sulla sinistra. In contemporanea si sviluppò un vasto incendio dovuto a fusti di benzina presenti in coperta, che con l'esplosione delle munizioni imbarcate, assunse dimensioni imponenti coinvolgendo gran parte dell'equipaggio. Rimasto alla deriva per circa un'ora, oramai in preda agli incendi incontrollabili, l'Alga affondò alle 00:30, in un mare illuminato dalla benzina galleggiante incendiata. Dei 52 uomini presenti a bordo se ne salvarono solo 8, dei quali cinque gravemente ustionati. Alle prime luci del giorno un idrovolante italiano trasse in salvo due persone, e la nave ospedale Laurana salpata da Tripoli altri cinque, mentre l'ottava arrivò a riva, aggrappato a un rottame spinto dalla corrente, presso la vicina costa di Gabès.

### Fonti
1. 1 2 3 4 5 6 7 8 9 10 11 12  Faggioli 2019, p. 64.
2. 1 2 3 4 5 6 7 8 9  Con la pelle appesa a un chiodo.
3. ↑  Faggioli 2019, p. 65.
4. 1 2 3 4 5 6  Faggioli 2019, p. 66.
5. ↑  Walters 2004, p. 83.